# Galitaz (Lour)
Galitaz (Galitas, Gali Taz) ist eine osttimoresische Aldeia im Suco Lour (Verwaltungsamt Bobonaro, Gemeinde Bobonaro). 2015 lebten in der Aldeia 362 Menschen.

## Geographie
Galitaz liegt im Süden des Sucos Lour. Nördlich befindet sich die Aldeia Olo-Olo. Im Westen grenzt Galitaz an den Suco Sibuni, im Süden an den Suco Molop und im Osten an den zum Verwaltungsamt Zumalai gehörenden Suco Lour. Die West- und die Südgrenze bildet der Fluss Loumea. In ihn mündet der Bemutin, der Grenzfluss im Osten.
Auf einem Höhenkamm, der vom Berg Lour nach Süden führt, verläuft eine kleine Straße bis zum Dorf Galitaz an der Südwestspitze. Das Dorf liegt auf einem Hügel, der von drei Seiten vom Loumea umschlossen ist.

## Infrastruktur
Im Dorf befindet sich eine Grundschule. Galitaz war 2025 noch nicht an das Stromnetz angeschlossen.

## Politik
2023 wurde Abilio Pereira zum Chefe de Aldeia gewählt.